# Burg Hermannstein (Waltershausen)

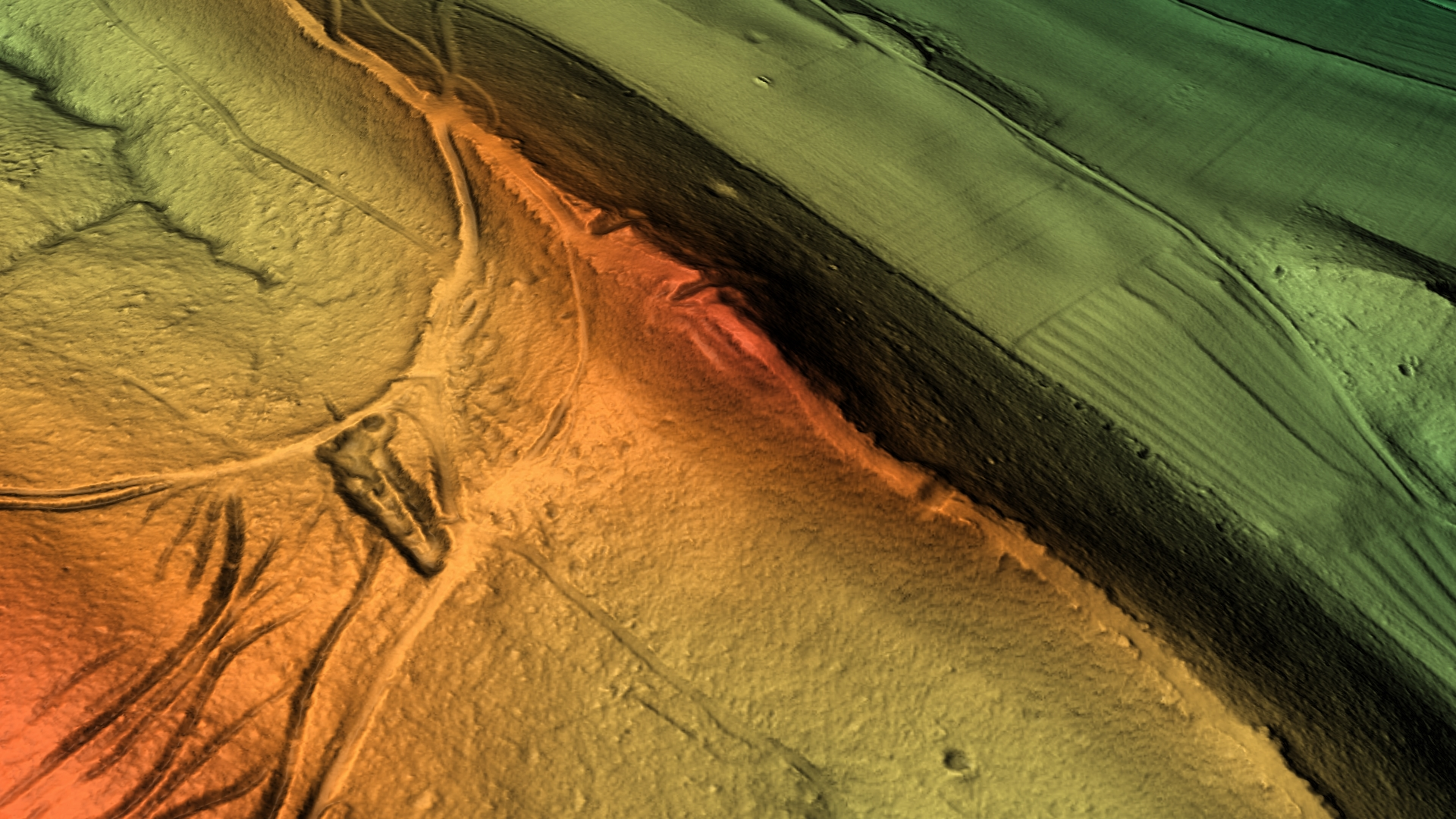
3D-Ansicht des digitalen Geländemodells

Die Burg Hermannstein ist eine abgegangene hochmittelalterliche Befestigungsanlage beim Waltershausener Stadtteil Schnepfenthal im thüringischen Landkreis Gotha.

## Geographische Lage
Der Burgstall der Höhenburg befindet sich am Nordrand des Thüringer Waldes knapp 3,5 km südöstlich von Schloss Tenneberg, rund 2 km nordöstlich von Friedrichroda und etwa 1 km südlich vom Zentrum des Waltershäuser Stadtteils Schnepfenthal auf dem Ostrand des schmalen, felsigen Bergrückens Wachkopf (456,4 m ü. NN). Die einstige Burgstelle liegt unter Wald, ein Forstweg schneidet die westlichen Wälle. Die Stelle ist durch lokale Wegmarkierungen kenntlich gemacht und wird vom Rundwanderwegenetz um Friedrichroda berührt. Unterhalb der Burg verlief ein mittelalterlicher Straßenzug von Friedrichroda kommend in nordöstlicher Richtung über Leina fortsetzend nach Gotha.

## Beschreibung
Die Anlage erstreckte sich über eine Länge von etwa 100 m bis in Gipfellage des Wachkopf, im Westen sind vier in geringem Abstand quer zum Berggrat angelegte schmale Abschnittsgräben und Wälle erkennbar. Nur wenige Bodenunebenheiten weisen noch auf die Lage ehemals vorhandener Gebäude hin. Die Burgstelle ist ein geschütztes Bodendenkmal. Das betreffende Gelände wird forstwirtschaftlich genutzt.

## Geschichte

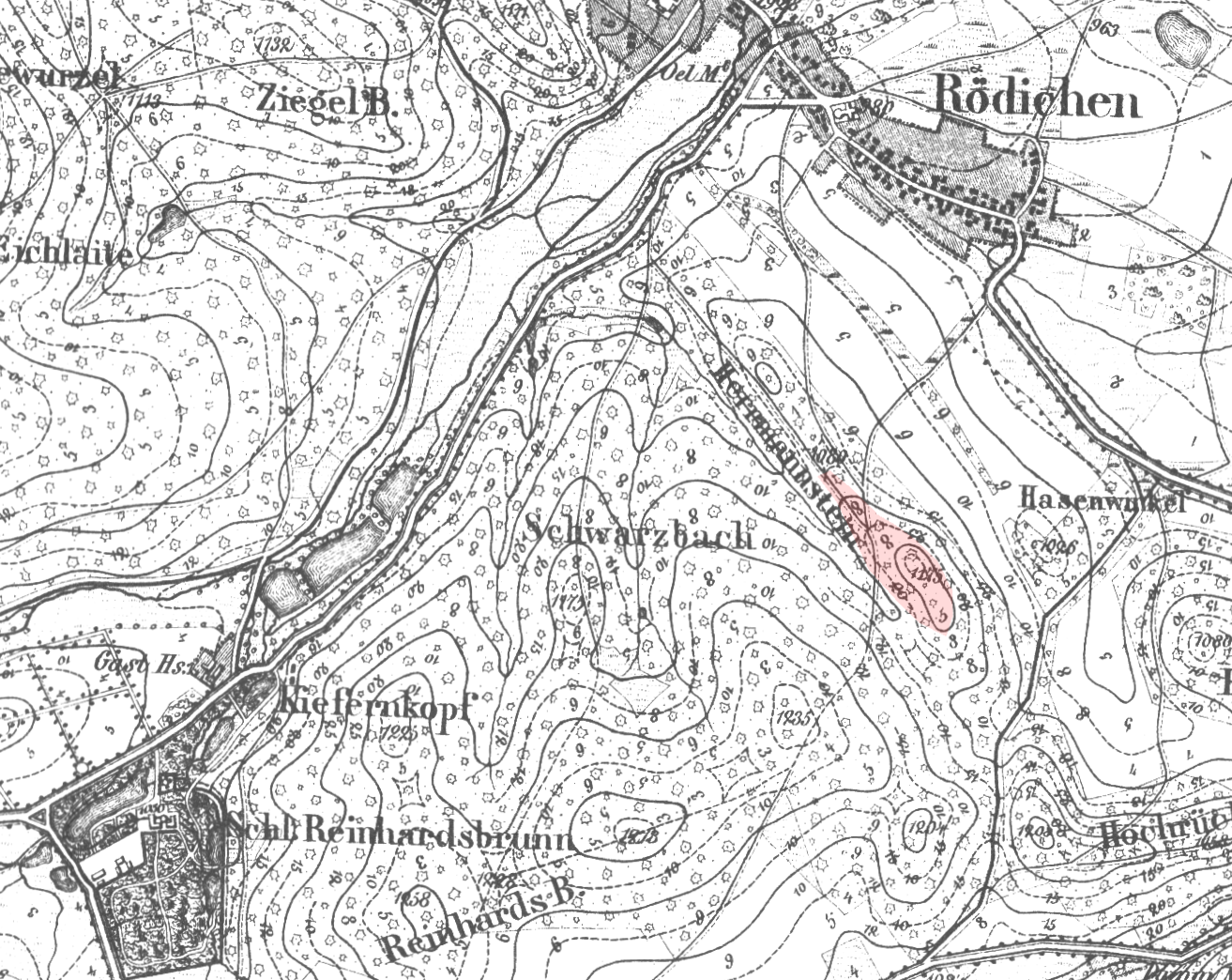
Lageplan der Burgstelle

Die Burg Steinfirst wurde als eine Befestigungsanlage der Herren von Döllstädt in der 1418 bis 1419 entstandenen Thüringischen Landeschronik des Eisenacher Chronisten Johannes Rothe erwähnt. Ihre Erbauungszeit, Nutzung und Zerstörung steht unmittelbar im Zusammenhang mit dem thüringisch-hessischen Erbfolgekrieg (1247–1263). Nach der Überlieferung wurde die Burg bereits 1260 zerstört, als die Burgbesatzung als Raubritter die Zugangswege zum Kloster Reinhardsbrunn blockierten.
Wegen der als Aussichtspunkt vorzüglich geeigneten Position wurde der Berg noch mehrmals, zuletzt im Dreißigjährigen Krieg, auf Veranlassung des Gothaer Herzogs Ernst mit einer Wachstelle versehen.

## Namensdeutung
Der Name Wachkopf ist die seit 1512 nachweisbare und gegenwärtig gebräuchliche Bezeichnung des Berges, Herrmannstein verweist hier auf den Namen eines möglichen Erbauers;
nach Raimann soll es Landgraf Hermann I. gewesen sein, der die Burg in Auftrag gab; das ist aber unwahrscheinlich und widerspräche der Mitteilung des Chronisten Rothe. Hermannstein war bis 1998 auch der Name eines am Ortsrand von Schnepfenthal befindlichen Wirtshauses. Steinfirst und Steinfurt belegen alte, aber noch gebräuchliche Forstortsnamen in unmittelbarer Nähe der Burgstelle und werden auch in der Chronik Rothes benutzt.

## Sonstiges
Eine Steinplatte im Schlosspark Reinhardsbrunn soll aus der Burg stammen. Der Waltershäuser Kunstmaler Michael Thiem hat 1988 für den Eingangsbereich der inzwischen abgerissenen Gaststätte Hermannstein ein Wandbild angefertigt, welches ein fiktives Bild dieser Burg als Kulisse zeigt.